# Чокнутые головы
Чокнутые головы
(фр. Têtes à claques) — юмористический канадский видеосайт на французском языке, созданный 16 августа 2006 г., один из наиболее популярных видеосайтов в Канаде. В настоящее время часть мультфильмов (прежде всего полнометражные выпуски) дублирована на английском языке с некоторой адаптацией, а часть короткометражных сюжетов дублирована также на испанском языке.
Создателем сериала является Мишель Боде, житель монреальского пригорода Бушервиль. Он же озвучивает всех персонажей.

## Формат и частота появления
На сайте регулярно появляются обновления одноимённого мультсериала в жанре ситкома (по состоянию на март 2011—184 видеороликов). Мультфильмы также регулярно демонстрировались по канадскому телевидению. К самым популярным относятся «Пилот», «Хеллоуин», «Таможня» и ряд других.
До 2012 года мультфильмы представляли собой скетчи длиной около 3 минут. Начиная с 2012 г. выходят полноформатные мультфильмы длиной в 25-30 минут. Последняя серия, «Строгая диета» (À plein regime), вышла в начале 2013 года. После годичного перерыва с 27 февраля 2014 года возобновился выпуск новых полнометражных серий, которые сначала демонстрируются на канале Teletoon, а через день выкладываются на официальном сайте. Короткометражные сюжеты появляются теперь крайне редко, обычно как побочные линии полнометражных мультфильмов. В мае 2015 г., после выхода 25-й полнометражной серии «Момо», наступил новый перерыв, связанный с подготовкой полнометражной англоязычной адаптации сериала под названием Knuckleheads.
В 2019 г. Мишель Боде приостановил развитие сериала, и начал выпуск нового — «Странные истории профессора Зарби», где действие происходит в той же местности, с иными героями, но частыми аллюзиями на реалии прежнего сериала.

## Иноязычные и зарубежные версии
С 2008 г. производится англоязычная версия скетчей, которую озвучивает Брюс Динсмор (роль Дяди Тома в этой версии, как и во французской, озвучивает автор — Мишель Боде). С 2010 г. компания Mondo Mini Shows приобрела права на англоязычную версию сериала, который демонстрируется под брендом TAC.TV. В начале 2013 г. на сайте размещены испаноязычные версии некоторых скетчей.
Все онлайн-версии мультфильмов, независимо от языка, снабжены субтитрами, которые можно отключать.
Сайт также приобрёл популярность во Франции, хотя целый ряд квебекских жаргонизмов и даже сам по себе характерный монреальский акцент с частым включением англицизмов для французов малопонятны без субтитров. Разница обыграна в скетче «Париж», где возникают многочисленные недоразумения между французом-официантом и канадскими туристами в Париже.
Полноформатные мультфильмы по состоянию на март 2014 г. ещё не были переведены на другие языки. С января 2016 г. на экраны (а также на канал в Ютубе) вышла полнометражная англоязычная версия сериала под названием Knuckleheads. Помимо адаптации шуток и имён, были внесены некоторые графические изменения (так, Премьер-министр стал похожим на Стивена Харпера).

## Персонажи
Ниже перечислены персонажи, встречающиеся в эпизодах неоднократно.
- Люсьен и Моник — муж и жена в возрасте за 30 лет (жена пародирует имидж актрисы Вероник Ле Флаге, fr:Véronique Le Flaguais)
- Габриэль и Самуэль — двое нахальных мальчишек, около 9-10 лет
- Гюго — их долговязый одноклассник
- Хлоя — их одноклассница, коротышка и интеллектуалка (в серии «Хлоязилла» — девушка с суперспособностями).
- Гаэтан — их сосед, водитель школьного автобуса
- Фернан — слесарь, сосед и приятель Гаэтана и Люсьена, вечно откапывающий свою машину из-под снега
- Наташа — суперсексуальная секретарша, тётя Габриэля и Самуэля (в мультфильме «Семья Папут» — девушка-эльф, стреляющая из лука по неподходящим целям)
- Семья Папут — заботливо-назойливый папаша и его дети
- Рауль — плейбой (обычно вместе с приятелем Джонни-Боем и общей подругой Сесиль, помимо которой у них обоих есть многочисленные непостоянные увлечения)
- Жинетт и Кароль — две крупногабаритные и прожорливые незамужние девушки, около 25-30 лет
- Луиза — незамужняя дама бальзаковского возраста
- Пишетт — командир авиалайнера, и его штурман
- Дядя Том — суперуспешный ведущий рекламных роликов
- Джимми и Режан — полицейские
- Рядовой Морин и Сержант Моннет-солдаты, проходят службу в Какистане (скорее всего в Афганистане), находятся под командованием автократного генерала Хеберта ((fr:Hebert) образ и манера одеваться взяты с генерала Дугласа Макартура) противодействуют отряду душманов под командованием Абдуллы (fr:Abdoula).
- Роже («Толстый») и Марсель — рыбаки-охотники
- Ивон — инфантильный мужчина в возрасте под 40 лет, как выясняется впоследствии — сын неуловимой грабительницы банков Моники
- Джей-Пи Ларсен — пробивной подросток с непростым прошлым, считающий Ивона своим беглым отцом
- Франсин — дама-медиум
- Тюркотт — хоккеист-хулиган
- Джулио Каракас — поп-звезда
- премьер-министр Квебека (безымянный — в англоязычной версии заменён на премьер-министра Канады, внешне похожего на Стивена Харпера)
- Момо — троглодит, воспитанный скунсами
- инопланетяне: Звизз (зелёные человечки) и Крад (коричневые червеобразные монстры-каннибалы)
- Иисус Христос (недоволен, что в его день рождения чествуют какого-то постороннего Санту)
- Животные (лоси, медведи, скунсы, лягушки, первоапрельская золотая рыбка, дракон Тото)
- Джек Кёртис (ковбой-неудачник), его оппонент-грабитель Сантана, и китаец (бывший наставник Сантаны, позднее наставник Джека).
- Мужеподобная стереотипная индейская женщина: в «монреальских» эпизодах — несмотря на свою внешность, мягкая, стеснительная и одинокая продавщица Натали, в «сказочных» эпизодах — жена Джека Кёртиса по прозвищу «Волосатый Бизон».